# Tour de France 1927
Le Tour de France 1927, 21e édition du Tour de France, s'est déroulé du 19 juin au 17 juillet 1927. Il comporte 24 étapes sur une distance de 5 321 km.

## Généralité
- Frantz est le deuxième Luxembourgeois à remporter le Tour. Il surclasse ses adversaires et finit avec près de 2 heures d'avance sur son plus proche poursuivant.
- Voulant apporter plus d'animation à la course, Desgrange crée un système de départs séparés (chaque équipe partant de 15 minutes en 15 minutes), le classement au temps de l'étape demeurant néanmoins individuel. Le public sera complètement désorienté et l'idée tournera au fiasco. Elle sera reconduite une seconde et dernière fois lors de l'édition suivante.
- Moyenne du vainqueur : 27,224 km/h.

## Liste des participants
Cette liste présente les coureurs engagés par numéro de dossard.
| Légende | Légende                                                                    | Légende | Légende                                                    |
| ------- | -------------------------------------------------------------------------- | ------- | ---------------------------------------------------------- |
| Num     | Dossard de départ porté par le coureur sur ce Tour                         | Pos     | Position à l'arrivée de la course                          |
|         | Indique un maillot de champion national ou mondial, suivi de sa spécialité | NP      | Indique un coureur qui n'a pas pris le départ de la course |
| AB      | Indique un coureur qui n'a pas terminé la course                           | HD      | Indique un coureur qui a terminé la course hors des délais |

| Alcyon-Dunlop | Alcyon-Dunlop            | Alcyon-Dunlop |
| ------------- | ------------------------ | ------------- |
| Num           | Coureur                  | Pos           |
| 1             | Nicolas Frantz (LUX)     | 1er           |
| 2             | Marcel Bidot (FRA)       | AB-9          |
| 3             | Adelin Benoît (BEL)      | 5e            |
| 4             | Gaston Rebry (BEL)       | AB-12         |
| 5             | Jan Debusschère (BEL)    | 13e           |
| 6             | Pierre Bachellerie (FRA) | NP-9          |

| Thomann-Dunlop | Thomann-Dunlop     | Thomann-Dunlop |
| -------------- | ------------------ | -------------- |
| Num            | Coureur            | Pos            |
| 7              | André Leducq (FRA) | 4e             |
| 8              | René Hamel (FRA)   | NP-7           |

| Armor-Dunlop | Armor-Dunlop           | Armor-Dunlop |
| ------------ | ---------------------- | ------------ |
| Num          | Coureur                | Pos          |
| 9            | Julien Vervaecke (BEL) | 3e           |
| 10           | Louis Muller (BEL)     | 12e          |

| Labor-Dunlop | Labor-Dunlop           | Labor-Dunlop |
| ------------ | ---------------------- | ------------ |
| Num          | Coureur                | Pos          |
| 11           | Maurice De Waele (BEL) | 2e           |
| 12           | Louis Delannoy (BEL)   | 16e          |

| JB Louvet | JB Louvet                     | JB Louvet |
| --------- | ----------------------------- | --------- |
| Num       | Coureur                       | Pos       |
| 13        | Gustaaf Van Slembrouck (BEL)  | 14e       |
| 14        | Hector Martin (BEL)           | 9e        |
| 15        | Odile Taillieu (BEL)          | AB-1      |
| 16        | Camille Van de Casteele (BEL) | AB-11     |
| 17        | Pé Verhaegen (BEL)            | 7e        |
| 18        | Eugène Greau (FRA)            | AB-4      |
| 19        | Raymond Decorte (BEL)         | 11e       |
| 20        | Maurice Geldhof (BEL)         | 10e       |
| 21        | Georges Brosteaux (BEL)       | AB-11     |
| 22        | Raoul Petouille (FRA)         | AB-8      |
| 23        | Jos Hemelsoet (BEL)           | 17e       |

| Alleluia-Wolber | Alleluia-Wolber         | Alleluia-Wolber |
| --------------- | ----------------------- | --------------- |
| Num             | Coureur                 | Pos             |
| 25              | Julien Moineau (FRA)    | 8e              |
| 26              | Marius Gallottini (FRA) | AB-11           |
| 27              | Antonin Magne (FRA)     | 6e              |
| 28              | Pierre Magne (FRA)      | 15e             |
| 29              | André Devauchelle (FRA) | 26e             |
| 30              | André Cauet (FRA)       | AB-2            |

| Dilecta-Wolber | Dilecta-Wolber           | Dilecta-Wolber |
| -------------- | ------------------------ | -------------- |
| Num            | Coureur                  | Pos            |
| 31             | Francis Pélissier (FRA)  | AB-6           |
| 32             | Ferdinand Le Drogo (FRA) | NP-9           |
| 33             | Paul Le Drogo (FRA)      | AB-1           |
| 34             | Georges Cuvelier (FRA)   | AB-9           |
| 35             | Arsène Alancourt (FRA)   | AB-9           |
| 36             | Marcel Huot (FRA)        | AB-9           |
| 37             | Honoré Barthélémy (FRA)  | AB-9           |
| 38             | André Schaffner (FRA)    | AB-3           |

| Touristes-Routiers | Touristes-Routiers       | Touristes-Routiers |
| ------------------ | ------------------------ | ------------------ |
| Num                | Coureur                  | Pos                |
| 101                | Charles Loew (FRA)       | NP-1               |
| 102                | Urbain Comitis (FRA)     | AB-4               |
| 103                | André Drobecq (FRA)      | 37e                |
| 104                | Lucien Prudhomme (FRA)   | AB-3               |
| 105                | Léopold Gelot (FRA)      | AB-8               |
| 106                | Albert Rousselle (FRA)   | NP-1               |
| 107                | Alfred Louchet (FRA)     | AB-1               |
| 108                | Georges Sellier (FRA)    | NP-1               |
| 109                | Charles Parel (SUI)      | NP-1               |
| 110                | Baptistin Mousset (FRA)  | AB-1               |
| 111                | Émile Torres (FRA)       | NP-1               |
| 112                | Albert Courtot (FRA)     | AB-3               |
| 113                | Georges Lebrun (FRA)     | NP-1               |
| 114                | Arthur Rechaux (FRA)     | AB-3               |
| 115                | Gaston Corbière (FRA)    | AB-11              |
| 116                | André Mazziotta (FRA)    | AB-8               |
| 117                | Henri Lintzen (BEL)      | AB-1               |
| 118                | Adrien Camus (FRA)       | NP-1               |
| 119                | Jules Deloffre (FRA)     | AB-3               |
| 120                | Dante Granconaso (ITA)   | NP-1               |
| 121                | Roger Rottreau (FRA)     | NP-1               |
| 122                | Théodule Vignes (FRA)    | AB-1               |
| 123                | Léon Jacacier (FRA)      | AB-1               |
| 124                | Battista Recrosio (ITA)  | NP-1               |
| 125                | Giuseppe Ercolani (ITA)  | AB-4               |
| 126                | Jules Gillard (SUI)      | AB-4               |
| 127                | Antonio Giacomasso (ITA) | AB-3               |
| 128                | Clovis Cros (FRA)        | NP-1               |
| 129                | Paul Duboc (FRA)         | AB-1               |
| 130                | Marcel Butz (FRA)        | NP-1               |
| 131                | Jean Berton (FRA)        | AB-1               |
| 132                | André Dupont (FRA)       | AB-1               |
| 133                | Gaston Sable (FRA)       | NP-1               |
| 134                | Kisso Kawamuro (JPN)     | AB-1               |
| 135                | Édouard Delcayre (FRA)   | NP-6               |
| 136                | Yvon Pascoli (ITA)       | NP-2               |
| 137                | Alfredo Francini (ITA)   | AB-11              |
| 138                | Louis Beaulieu (FRA)     | AB-3               |
| 139                | Guillaume Le Nevez (FRA) | NP-1               |
| 140                | Florimond Guillain (FRA) | AB-11              |
| 141                | Adrien Alpini (FRA)      | AB-3               |
| 142                | Jacques Pfister (FRA)    | 39e                |
| 143                | Luigi Simioni (ITA)      | AB-1               |
| 144                | André Peton (FRA)        | AB-1               |
| 145                | Mario Della Fina (ITA)   | NP-1               |
| 146                | Arthur Claerhout (BEL)   | NP-3               |
| 147                | Guilbert Bled (FRA)      | AB-3               |
| 148                | Maurice Arnoult (FRA)    | 21e                |
| 149                | Henri Catelan (FRA)      | AB-17              |

| Touristes-Routiers (suite) | Touristes-Routiers (suite) | Touristes-Routiers (suite) |
| -------------------------- | -------------------------- | -------------------------- |
| Num                        | Coureur                    | Pos                        |
| 150                        | Henri Touzard (FRA)        | 19e                        |
| 151                        | Charles Hennuyer (FRA)     | AB-3                       |
| 152                        | Giuseppe Pusterla (ITA)    | AB-1                       |
| 153                        | Léon Martin (BEL)          | NP-3                       |
| 154                        | Henri Gottrand (FRA)       | NP-3                       |
| 155                        | Jean-Paul Thilges (FRA)    | AB-1                       |
| 156                        | Siméon Vergnol (FRA)       | AB-3                       |
| 157                        | Jean Marius (FRA)          | AB-1                       |
| 158                        | Valentin Isabal (FRA)      | AB-1                       |
| 159                        | Marcel Gendrin (FRA)       | 30e                        |
| 160                        | Battista Ghiano (ITA)      | AB-1                       |
| 161                        | Jules Nempon (FRA)         | 35e                        |
| 162                        | Robert Reboul (FRA)        | NP-1                       |
| 163                        | Giovanni Rossignoli (ITA)  | 32e                        |
| 164                        | Giovanni Canova (ITA)      | 25e                        |
| 165                        | Émile Druz (FRA)           | AB-1                       |
| 166                        | Robert Chevalet (FRA)      | NP-1                       |
| 167                        | Norbert Larose (FRA)       | AB-3                       |
| 168                        | Émile Lambiel (SUI)        | AB-5                       |
| 169                        | Georges De Beurmann (FRA)  | AB-11                      |
| 170                        | Victor Berthy (FRA)        | AB-13                      |
| 171                        | Charles Martinet (SUI)     | 22e                        |
| 172                        | Julien Drougard (FRA)      | NP-8                       |
| 173                        | Emilio Varusio (ITA)       | NP-1                       |
| 174                        | Jean-Roger Schwenter (FRA) | AB-1                       |
| 175                        | Ernest Langlais (FRA)      | AB-3                       |
| 176                        | André Sinoir (FRA)         | NP-1                       |
| 177                        | Édouard Teisseire (FRA)    | 34e                        |
| 178                        | Louis Gauthier (FRA)       | AB-1                       |
| 179                        | Paul Millet (FRA)          | AB-1                       |
| 180                        | André Léger (FRA)          | AB-9                       |
| 181                        | Jean Kienlen (FRA)         | NP-1                       |
| 182                        | Jean Zenon (FRA)           | AB-19                      |
| 183                        | Francesco De Gioz (ITA)    | AB-1                       |
| 184                        | Ugo Colmaghi (ITA)         | AB-1                       |
| 185                        | Ugo Paita (ITA)            | NP-1                       |
| 186                        | Clemente Canepari (ITA)    | NP-1                       |
| 187                        | Fernand Moulet (FRA)       | AB-11                      |
| 188                        | Camille Rolion (FRA)       | AB-1                       |
| 189                        | Hector Leroy (BEL)         | AB-4                       |
| 190                        | Robert Asse (FRA)          | AB-1                       |
| 191                        | Eugène Dhers (FRA)         | AB-11                      |
| 192                        | Omer Mahy (BEL)            | 31e                        |
| 193                        | Émile Lejeune (FRA)        | AB-5                       |
| 194                        | Armand Goubert (FRA)       | 36e                        |
| 195                        | Maurice Vayssière (FRA)    | NP-1                       |
| 196                        | Henri Caron (FRA)          | AB-5                       |
| 197                        | Édouard Petre (FRA)        | HD-20                      |
| 198                        | Bernard Pesse (FRA)        | NP-1                       |

| Touristes-Routiers (suite) | Touristes-Routiers (suite) | Touristes-Routiers (suite) |
| -------------------------- | -------------------------- | -------------------------- |
| Num                        | Coureur                    | Pos                        |
| 199                        | Charles Krier (LUX)        | 27e                        |
| 200                        | Marcelin Evrard (BEL)      | NP-1                       |
| 201                        | Camille Bière (FRA)        | AB-1                       |
| 202                        | Maurice Coindeau (FRA)     | AB-1                       |
| 203                        | Louis Andrey (FRA)         | AB-1                       |
| 204                        | Georges Petit (FRA)        | AB-1                       |
| 205                        | Léon Despontin (BEL)       | 28e                        |
| 206                        | Auguste Dufour (FRA)       | AB-1                       |
| 207                        | Lorenzo Fortuno (ITA)      | AB-1                       |
| 208                        | Marius Rouvier (FRA)       | AB-1                       |
| 209                        | Luigi Vertemati (ITA)      | AB-8                       |
| 210                        | Victor Pellier (FRA)       | AB-1                       |
| 211                        | Émile Faillu (FRA)         | AB-11                      |
| 212                        | Guy Bariffi (SUI)          | HD-20                      |
| 213                        | Alfred Neplaz (FRA)        | AB-4                       |
| 214                        | Alexandre Neplaz (FRA)     | AB-4                       |
| 215                        | Georges Wuillemin (SUI)    | NP-1                       |
| 216                        | Albert Jordens (BEL)       | 23e                        |
| 217                        | Emilio Petiva (ITA)        | AB-8                       |
| 218                        | Henry Tosseng (LUX)        | AB-1                       |
| 219                        | Louis Philippe (FRA)       | NP-1                       |
| 220                        | Arthur Filliaert (FRA)     | NP-1                       |
| 221                        | Égide Van den Broeck (BEL) | NP-7                       |
| 222                        | Constant Bach (FRA)        | AB-3                       |
| 223                        | Émile Lefrançois (FRA)     | NP-1                       |
| 224                        | Eugène Archambault (FRA)   | NP-1                       |
| 225                        | Camille Segers (BEL)       | 33e                        |
| 226                        | Giovanni Trinchero (ITA)   | NP-1                       |
| 227                        | Giuseppe Rivella (ITA)     | 29e                        |
| 228                        | José Pelletier (FRA)       | 20e                        |
| 229                        | Ercole Donati (ITA)        | NP-1                       |
| 230                        | Azeglio Terreni (ITA)      | AB-8                       |
| 231                        | Ribemont (FRA)             | NP-1                       |
| 232                        | Henri Rubert (FRA)         | NP-1                       |
| 233                        | François Faillu (FRA)      | AB-8                       |
| 234                        | Pierre Corini (ITA)        | NP-1                       |
| 235                        | Charles Guyot (SUI)        | AB-4                       |
| 236                        | Tondu (FRA)                | NP-1                       |
| 237                        | Riccardo Benasseni (ITA)   | AB-1                       |
| 238                        | Pierre Claes (BEL)         | 38e                        |
| 239                        | Giuseppe Borghi (ITA)      | NP-1                       |
| 240                        | Leander Ghyssels (BEL)     | NP-1                       |
| 241                        | Secondo Martinetto (ITA)   | 18e                        |
| 242                        | François Menta (FRA)       | AB-19                      |
| 243                        | Germain Molis (FRA)        | NP-1                       |
| 244                        | Michele Gordini (ITA)      | 24e                        |
| 245                        | Giovanni Del Taglio (ITA)  | NP-1                       |

## Étapes
| Étape,    | Date       | Villes étapes                        |                              | Distance (km) | Vainqueur d’étape       | Leader du classement général |
| --------- | ---------- | ------------------------------------ | ---------------------------- | ------------- | ----------------------- | ---------------------------- |
| 1re étape | 19 juin    | Paris - Le Vésinet – Dieppe          | Contre-la-montre par équipes | 180           | Francis Pélissier       | Francis Pélissier            |
| 2e étape  | 20 juin    | Dieppe – Le Havre                    | Contre-la-montre par équipes | 103           | Maurice De Waele        | Francis Pélissier            |
| 3e étape  | 21 juin    | Le Havre – Caen                      | Contre-la-montre par équipes | 225           | Hector Martin           | Francis Pélissier            |
| 4e étape  | 22 juin    | Caen – Cherbourg                     | Contre-la-montre par équipes | 140           | Camille Van De Casteele | Francis Pélissier            |
| 5e étape  | 23 juin    | Cherbourg – Dinan                    | Contre-la-montre par équipes | 199           | Ferdinand Le Drogo      | Francis Pélissier            |
| 6e étape  | 24 juin    | Dinan – Brest                        | Contre-la-montre par équipes | 206           | André Leducq            | Ferdinand Le Drogo           |
| 7e étape  | 25 juin    | Brest – Vannes                       | Contre-la-montre par équipes | 207           | Gustave Van Slembrouck  | Hector Martin                |
| 8e étape  | 26 juin    | Vannes – Les Sables-d'Olonne         | Contre-la-montre par équipes | 204           | Raymond Decorte         | Hector Martin                |
| 9e étape  | 27 juin    | Les Sables-d'Olonne – Bordeaux       | Contre-la-montre par équipes | 285           | Adelin Benoît           | Hector Martin                |
| 10e étape | 28 juin    | Bordeaux – Bayonne                   | Étape de plaine              | 189           | Pé Verhaegen            | Hector Martin                |
| 11e étape | 30 juin    | Bayonne – Luchon                     | Étape de montagne            | 326           | Nicolas Frantz          | Nicolas Frantz               |
| 12e étape | 2 juillet  | Luchon – Perpignan                   | Étape de montagne            | 323           | Gustave Van Slembrouck  | Nicolas Frantz               |
| 13e étape | 4 juillet  | Perpignan – Marseille                | Étape de plaine              | 360           | Maurice De Waele        | Nicolas Frantz               |
| 14e étape | 5 juillet  | Marseille – Toulon                   | Contre-la-montre par équipes | 120           | Antonin Magne           | Nicolas Frantz               |
| 15e étape | 6 juillet  | Toulon – Nice                        | Étape de montagne            | 280           | Nicolas Frantz          | Nicolas Frantz               |
| 16e étape | 8 juillet  | Nice – Briançon                      | Étape de montagne            | 275           | Julien Vervaecke        | Nicolas Frantz               |
| 17e étape | 9 juillet  | Briançon – Évian-les-Bains           | Étape de montagne            | 283           | Pé Verhaegen            | Nicolas Frantz               |
| 18e étape | 11 juillet | Évian-les-Bains – Pontarlier         | Contre-la-montre par équipes | 213           | Adelin Benoît           | Nicolas Frantz               |
| 19e étape | 12 juillet | Pontarlier – Belfort                 | Contre-la-montre par équipes | 119           | Maurice Geldhof         | Nicolas Frantz               |
| 20e étape | 13 juillet | Belfort – Strasbourg                 | Contre-la-montre par équipes | 145           | Raymond Decorte         | Nicolas Frantz               |
| 21e étape | 14 juillet | Strasbourg – Metz                    | Contre-la-montre par équipes | 165           | Nicolas Frantz          | Nicolas Frantz               |
| 22e étape | 15 juillet | Metz – Charleville                   | Contre-la-montre par équipes | 159           | Hector Martin           | Nicolas Frantz               |
| 23e étape | 16 juillet | Charleville – Dunkerque              | Contre-la-montre par équipes | 270           | André Leducq            | Nicolas Frantz               |
| 24e étape | 17 juillet | Dunkerque – Paris - Parc des Princes | Étape de plaine              | 344           | André Leducq            | Nicolas Frantz               |

Note : le règlement ne fait aucune distinction entre les étapes de plaine ou de montagne ; les étapes de plaine 1 à 9, 14, et 18 à 23 sont courues sous la forme de contre-la-montre par équipes, tandis que les autres icônes indiquent simplement la présence ou non d'ascensions notables durant l'étape.

## Classement général final

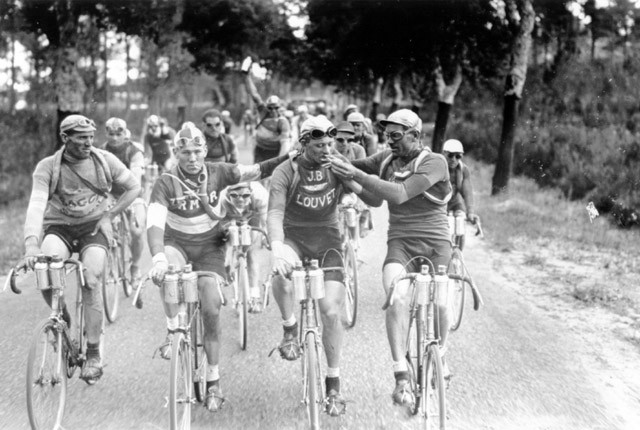
Julien Vervaecke et Maurice Geldhof fumant une cigarette.

| Classement général | Classement général     | Classement général | Classement général | Classement général   |
|                    | Coureur                | Pays               | Équipe             | Temps                |
| ------------------ | ---------------------- | ------------------ | ------------------ | -------------------- |
| 1er                | Nicolas Frantz         | Luxembourg         | Alcyon-Dunlop      | en 198 h 16 min 42 s |
| 2e                 | Maurice De Waele       | Belgique           | Labor-Dunlop       | + 1 h 48 min 21 s    |
| 3e                 | Julien Vervaecke       | Belgique           | Armor-Dunlop       | + 2 h 25 min 6 s     |
| 4e                 | André Leducq           | France             | Thomann-Dunlop     | + 3 h 2 min 5 s      |
| 5e                 | Adelin Benoît          | Belgique           | Alcyon-Dunlop      | + 4 h 45 min 23 s    |
| 6e                 | Antonin Magne          | France             | Alleluia-Wolber    | + 4 h 48 min 23 s    |
| 7e                 | Pé Verhaegen           | Belgique           | J.B. Louvet        | + 6 h 18 min 36 s    |
| 8e                 | Julien Moineau         | France             | Alleluia-Wolber    | + 6 h 36 min 17 s    |
| 9e                 | Hector Martin          | Belgique           | J.B. Louvet        | + 7 h 7 min 34 s     |
| 10e                | Maurice Geldhof        | Belgique           | J.B. Louvet        | + 7 h 16 min 2 s     |
| 11e                | Raymond Decorte        | Belgique           | J.B. Louvet        | + 8 h 17 min 12 s    |
| 12e                | Louis Muller           | Belgique           | Armor-Dunlop       | + 8 h 27 min 49 s    |
| 13e                | Jean De Busschere (en) | Belgique           | Alcyon-Dunlop      | + 10 h 51 min 56 s   |
| 14e                | Gustaaf Van Slembrouck | Belgique           | J.B. Louvet        | + 11 h 1 min 54 s    |
| 15e                | Pierre Magne           | France             | Alleluia-Wolber    | + 12 h 12 min 37 s   |
| 16e                | Louis Delannoy         | Belgique           | Labor-Dunlop       | + 13 h 28 min 2 s    |
| 17e                | Joseph Hemelsoet (en)  | Belgique           | J.B. Louvet        | + 14 h 8 min 18 s    |
| 18e                | Secondo Martinetto     | Italie             | Touriste-Routier   | + 14 h 37 min 12 s   |
| 19e                | Henri Touzard          | France             | Touriste-Routier   | + 15 h 8 min 3 s     |
| 20e                | José Pelletier         | France             | Touriste-Routier   | + 15 h 52 min 28 s   |
| 21e                | Maurice Arnoult        | France             | Touriste-Routier   | + 16 h 5 min 1 s     |
| 22e                | Charles Martinet       | Suisse             | Touriste-Routier   | + 16 h 53 min 36 s   |
| 23e                | Albert Jordens (en)    | Belgique           | Touriste-Routier   | + 17 h 18 min 48 s   |
| 24e                | Michele Gordini        | Italie             | Touriste-Routier   | + 17 h 21 min 11 s   |
| 25e                | Giovanni Canova        | Italie             | Touriste-Routier   | + 17 h 52 min 52 s   |
| modifier           |                        |                    |                    |                      |